# Drug Resistance Updates
Drug Resistance Updates (abrégé en Drug Resist. Update) est une revue scientifique à comité de lecture qui publie des articles de revue concernant la résistance aux antibiotiques.
D'après le Journal Citation Reports, le facteur d'impact de ce journal était de 9,121 en 2014. Le directeur de publication est C. G. Giske.